# Doclets
Los doclets son clases en Java que utilizan la API doclet para especificar el contenido y el formato de la salida de la herramienta javadoc, de forma predeterminada la herramienta javadoc utiliza el doclet estándar proporcionado por Sun Microsystems para generar documentación de la API en formato HTML. 
También es posible crear doclets para personalizar la salida de javadoc, esto puede lograrse utilizando la API doclet o modificando el doclet estándar adaptándolo a las necesidades que se requieran.

## Creación de un doclet
- Escribir un programa en java que sea un doclet, para eso es necesario importar com.sun.javadoc.* con el fin de utilizar la API doclet. El inicio del programa está dado por una clase con un método public static boolean start(RootDoc).

- Compilar el doclet con el compilador de java.

- Ejecutar la herramienta javadoc con la opción -doclet startingclass para producir el producto

especificado por el doclet, donde startingclass es el nombre completo de la clase de partida.

## Ejemplo sencillo de un Doclet
```
//Sun Microsystems, Inc

import
 
com.sun.javadoc.*
;

public
 
class
 
ListClass
 
{

    
public
 
static
 
boolean
 
start
(
RootDoc
 
root
)
 
{

        
ClassDoc
[]
 
classes
 
=
 
root
.
classes
();

        
for
 
(
int
 
i
 
=
 
0
;
 
i
 
<
 
classes
.
length
;
 
++
i
)
 
{

            
System
.
out
.
println
(
classes
[
i
]
);

        
}

        
return
 
true
;

    
}

}

```

## Algunos Doclets
- KtsDoclet
- API Guide Doclet
- AurigaDoclet
- Deluxe Doclet
- Docbook-Doclet
- DocCheck
- DocFlex/Javadoc
- DocWrench
- DryDoc
- EJBGen
- Giant Doclet Package
- HMS
- iDoclet
- Java2Rose Doclet
- JDiff
- JDocFilter
- JDox/JavaDox
- Jmanual
- JUnitDoclet
- MIF Doclet
- OraDoclet
- PDFDoclet
- PublishedApiDoclet
- ServletDoclet
- sdoclet
- Spell Check Doclet
- TexDoclet
- TexiDoclet
- Third-Party Javadoc Software List
- UMLGraph
- VelocityDoclet
- WikiDoclet
- XDoclet
- XHTML Doclet
- XmlDoclet
- Xref-Java2Html
- yDoc